# Kim Maree Small
Kim Maree Small (Australia, 13 de abril de 1965) es una exjugadora australiana de hockey sobre césped.

## Trayectoria
Small tuvo su primera participación olímpica en los Juegos Olímpicos de Seúl 1988. En el torneo derrotó a Países Bajos por 3 a 2 en la semifinal, a Corea del Sur 2 a 0 en la final y obtuvo la primera medalla de oro para la selección australiana. En 1989 fue subcampeona del Champions Trophy de Frankfurt, por detrás de Corea del Sur. Participó en el Mundial de 1990, disputado en Sídney, donde perdió la final ante Países Bajos.